# Seiryū (Asai-ha)
Seiryū (jap. 青柳, dt. grüne Weide) ist eine von Tetsuhiko Asai geschaffenen Karate-Kata. Sie ist dem Shōtōkan-Karate zuzurechnen.
Diese Kata steht mit im Kern von Asais propagiertem Shōtōkan-Stil. Asai betonte die stärkere Nutzung der Bänder, Sehnen und Gelenke des menschlichen Körpers verbunden mit einer Entspannung der Muskulatur. Der Körper soll dabei Schnapptechniken nach dem Prinzip einer mehrgliedrigen Peitsche erzeugen. Diese Methode bezeichnete er als Jūjinhō (柔靭法, dt. Flexibilitätsmethode).
Seiryū besteht nur aus Hand- und Armtechniken, die, untypisch für das sonstige, überwiegend auf linearen Techniken aufbauende Shōtōkan, in großen kreisförmigen Bewegungen ausgeführt werden. Diese Bewegungen erinnern an sich im Wind wiegende Weidenzweige, was der Kata ihren Namen gab. Zu den Haupttechniken zählen die Schlagtechniken Shutō-uchi und Haitō-uchi, die mehrmals in Kombination auftreten. Andere, eher selten im Shōtōkan geübte, Techniken sind u. a. Ganken (Schlag mit der Faustdaumenseite), Mawashi-zuki und Naiwan-uchi (Innenarmschlag).